# Moorwerder

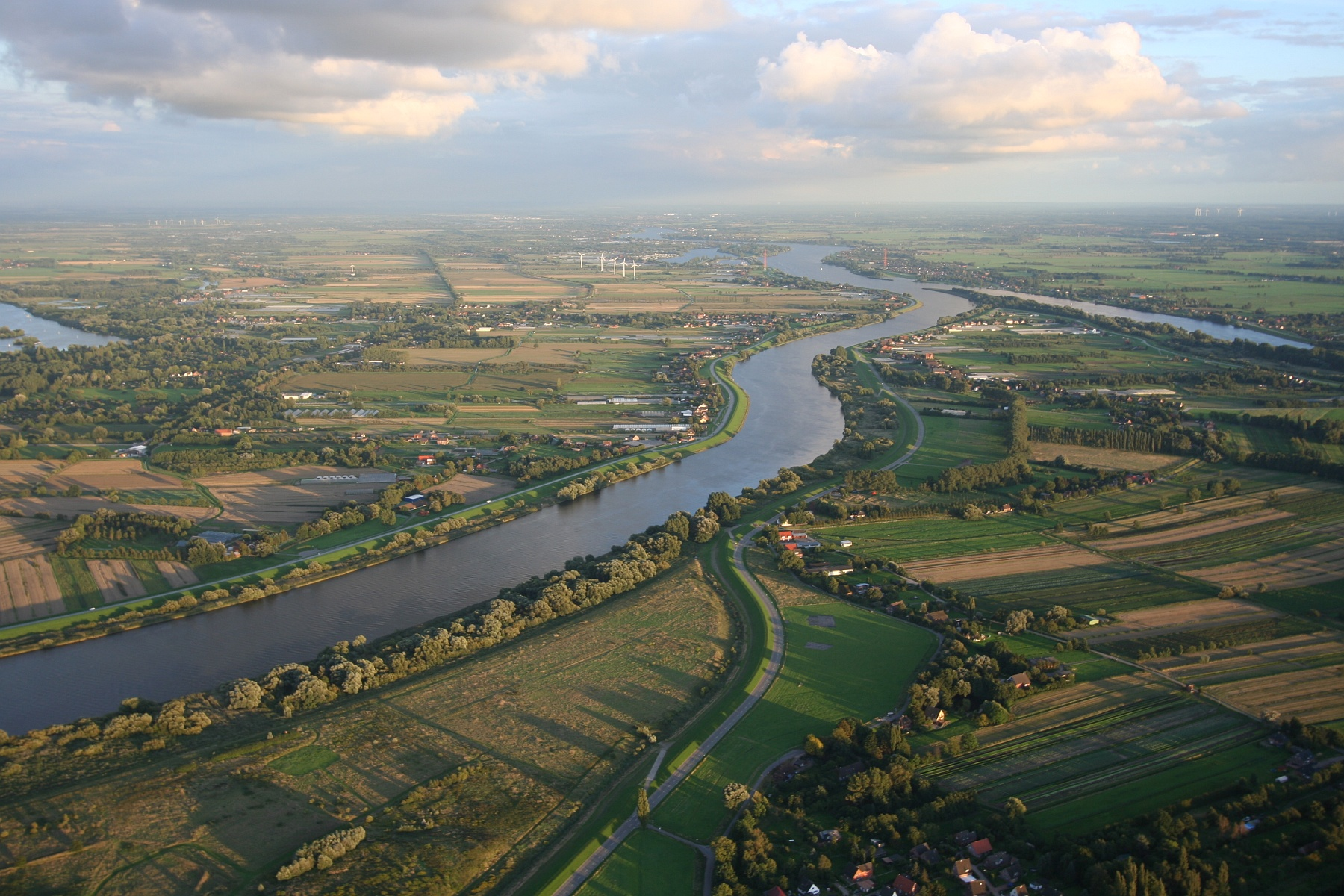
Luftaufnahme elbaufwärts: Rechts Moorwerder, links Spadenland, im Hintergrund die Bunthäuser Spitze, wo sich die Elbe in Norder- und Süderelbe teilt

Moorwerder (frühere Schreibweise: Moorwärder) ist eine ehemalige Elbinsel und gehört heute zum Hamburger Stadtteil Wilhelmsburg. Der eingedeichte und dünnbesiedelte Landstrich liegt an der Südostspitze Wilhelmsburgs zwischen den sich hier teilenden Elbarmen Norder- und Süderelbe. Der Ortsname deutet darauf hin, dass die Siedlung auf einem Werder gegründet wurde, das heißt auf einer Flussinsel im feucht-„moorigen“ Stromspaltungsgebiet der Elbe.

## Geschichte

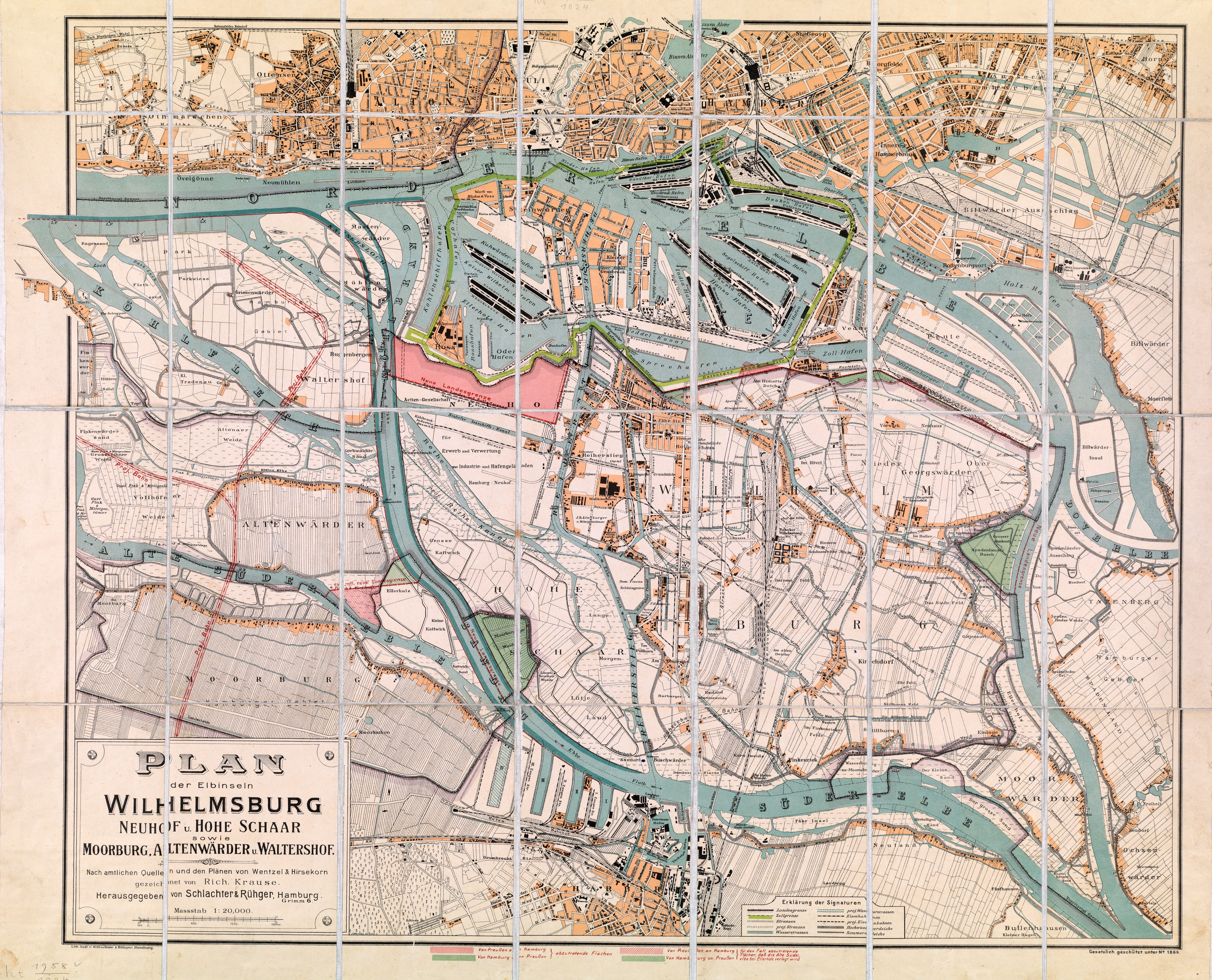
Auf diesem Plan um 1900 ist Moorwärder (damalige Schreibweise) noch eine hamburgische Exklave an der Südostspitze Wilhelmsburgs.

Im Unterschied zum übrigen Wilhelmsburg, das erst im Zuge des Groß-Hamburg-Gesetzes 1937 eingemeindet wurde, gehörte Moorwerder zusammen mit dem östlich benachbarten Spadenland und Ochsenwerder bereits seit dem Spätmittelalter zum Hamburger Landgebiet und wurde vermutlich auch von dort her besiedelt. 1371 wurde Moorwerder zusammen mit dem späteren Spadenland vom Holsteiner Grafen an die Einwohner Ochsenwerders zur Eindeichung ausgewiesen. 1395 verpfändeten die Grafen ihre Hoheitsrechte über Moorwerder an den Hamburger Rat, eine Einlösung fand nie statt. Durch die Erwerbung Moorwerders gewannen die Hamburger auch die Kontrolle über den Teilungspunkt von Norder- und Süderelbe und errichteten hier einen Stützpunkt, das „Bunte Haus“, um stromabwärts kommende Schiffe an der Einfahrt in die Süderelbe zu hindern und auf diese Weise ihr Stapelrecht durchzusetzen.
Bis 1830 unterstand Moorwerder der Landherrenschaft von Bill- und Ochsenwerder, danach der Landherrenschaft der Marschlande. 1880 wurde Moorwerder erstmals über eine Brücke an Wilhelmsburg angeschlossen, bis dahin war die Insel bei Hochflut oder Eisgang von der Außenwelt abgeschnitten. Anfang des 20. Jahrhunderts wurde infolge des Dritten Köhlbrandvertrages zwischen Hamburg und Preußen die Bunthäuser Spitze um 400 Meter flussaufwärts verlängert, um das Wasser zu gleichen Teilen über Norder- und Süderelbe zu leiten.
Bei der Neuordnung des Hamburger Stadtgebietes nach dem Groß-Hamburg-Gesetz kam Moorwerder 1938 zum damaligen Kreis 8, aus dem nach dem Krieg 1951 der Bezirk Harburg hervorging. 2008 ging Moorwerder im Zuge einer Bezirksverwaltungsreform zusammen mit Wilhelmsburg zum Bezirk Hamburg-Mitte über.
Bis zur Sturmflut 1962 war Moorwerder separat eingedeicht, erst danach wurde es im Zuge des Neubaus der Hochwasserschutzanlagen in den neuen Wilhelmsburger Ringdeich einbezogen. Der frühere Deichverlauf ist noch heute am Verlauf der Straßen Moorwerder Norderdech, Moorwerder Westerdeich und Moorwerder Süderdeich erkennbar.

## Ökologische Zuordnung
Der Ortsteil ist ein Hamburger Naherholungsgebiet mit dem bekannten Naturschutzgebiet Heuckenlock mit seinem Süßwasserwatt und der Bunthäuser Spitze. Moorwerder ist landwirtschaftlich geprägt; dort gibt es Pferdezucht und im Süden Gemüseanbau. Hier findet man inmitten der Großstadt noch Schafherden und alte Bauernhäuser entlang der Elb-Deiche. Der südliche Elbverlauf ist gleichzeitig die Landesgrenze zu Niedersachsen.

## Naturmuseum
An der Bunthäuser Spitze befindet sich seit 2006 das Naturmuseum Elbe-Tideauenzentrum Bunthaus, Moorwerder Hauptdeich 33. Hier wird über die Besonderheiten der Flora und Fauna der Elb-Biotope informiert. Außerdem werden Themen wie Deichbau, Strombau und Gezeiten erläutert und Zusammenhänge erklärt.

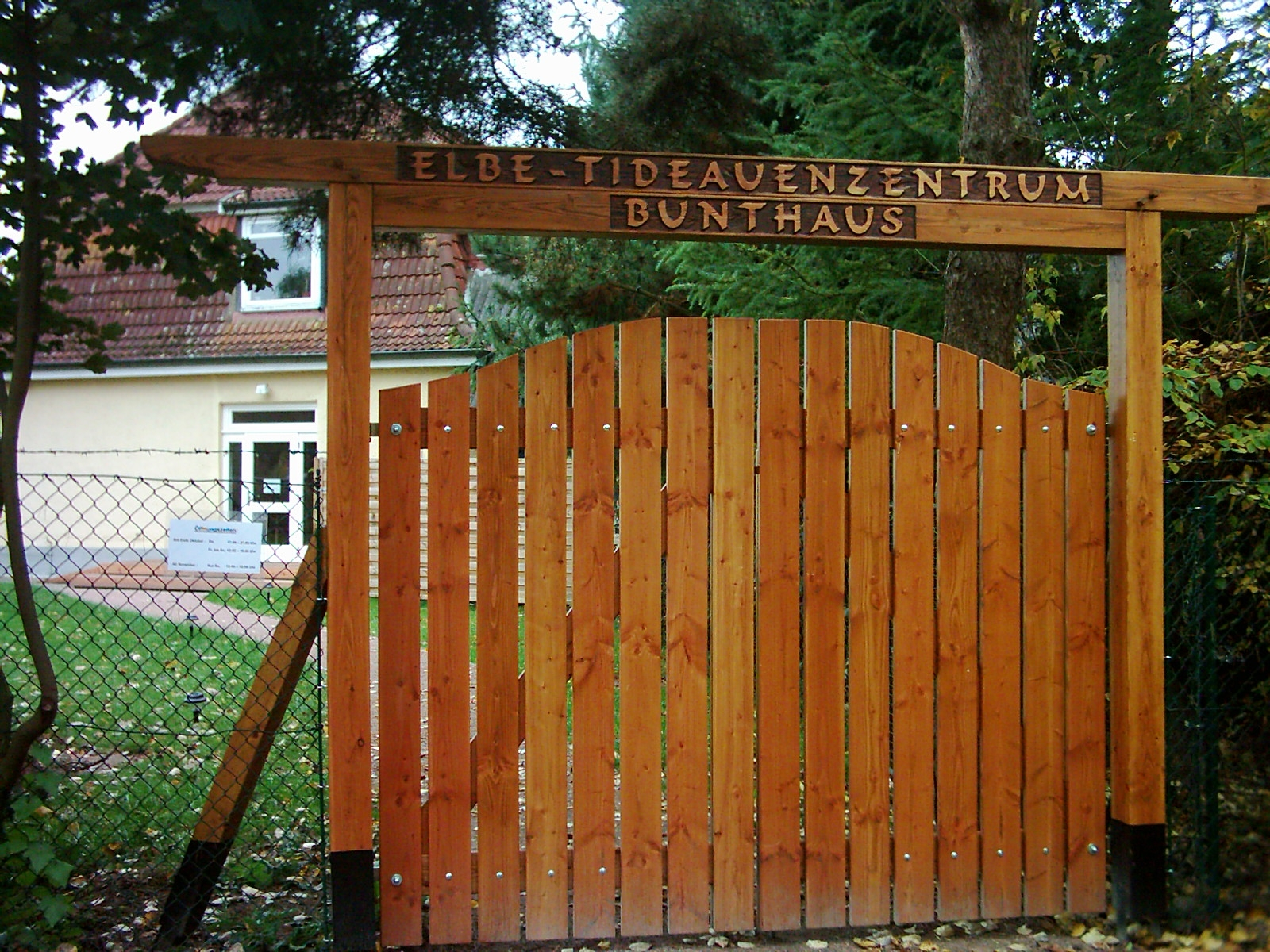
Das Elbe-Tideauenzentrum Bunthaus
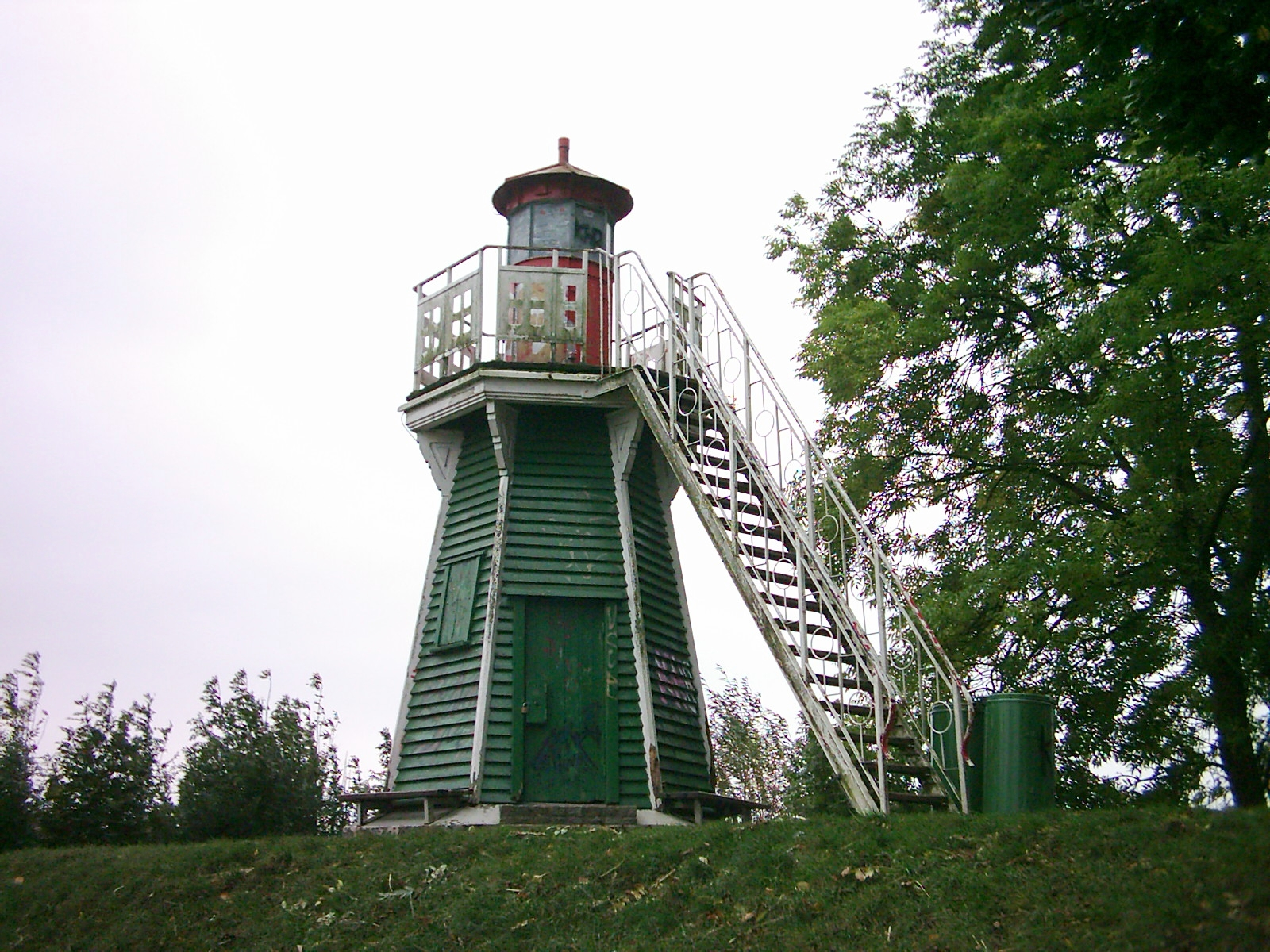
Leuchtturm Bunthaus
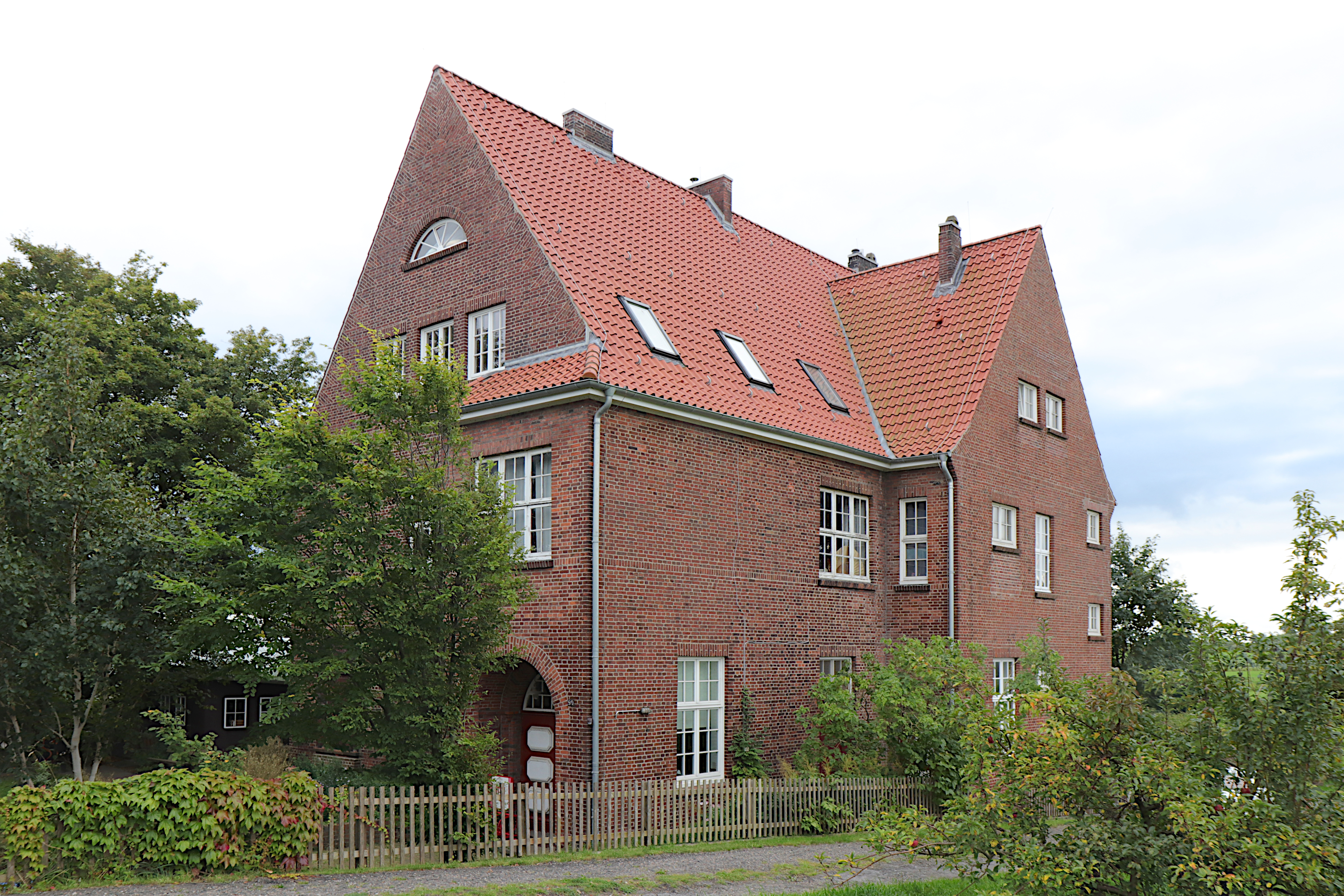
Alte Schule